# Jeg selv er icke mig
Jeg selv er icke mig er en dansk dokumentarfilm fra 1988 instrueret af Jørgen Roos.

## Handling
En film om Christian 4. i anledning af 400-året for dennes kroning i 1588. Christian 4. steg hurtigt til magt og pragt. Han samlede tidens bedste musik - og bestilte malerier om de sære drømme, han havde. Det er ikke en film med historie som en skolebog - men om drama, håb og nederlag, om krige og kærlighedsforhold.